# Thomas Lubanga
Thomas Lubanga (29 december 1960) is een Congolees voormalig politicus en militair commandant. Hij was de leider van de politieke en militaire beweging Unie van Congolese Patriotten (UPC).

## Bloedbad van Bogoro
Lubanga is de eerste aangeklaagde die is overgedragen aan het Internationaal Strafhof in Den Haag. Hij wordt beschuldigd van massamoorden en het ronselen en inzetten van kindsoldaten in 2002 en 2003 in het noordoosten van Congo-Kinshasa.
Lubanga werd in maart 2005 door de Congolese autoriteiten gearresteerd op grond van mensenrechtenschendingen. Op 17 maart 2006 werd hij in Kinshasa overgedragen aan het Internationaal Strafhof en overgebracht naar de ICC-detentie-unit, gehuisvest binnen de Penitentiaire Inrichting Haaglanden in Scheveningen.
Zijn proces is aangevangen op 26 januari 2009. Hij werd op 14 maart 2012 schuldig bevonden en op 10 juli dat jaar veroordeeld tot een gevangenisstraf van 14 jaar. Het was de eerste keer sinds zijn oprichting in 2002 dat het Strafhof een straf oplegde.
In januari 2025 beschuldigde de deskundigengroep van de Verenigde Naties Thomas Lubanga in haar rapport over de Democratische Republiek Congo (DRC) ervan gewapende groepen, Zaïre in Ituri en de beweging van 23 maart te steunen.